# Christian Maldamé
 (mars 2016).
Si vous disposez d'ouvrages ou d'articles de référence ou si vous connaissez des sites web de qualité traitant du thème abordé ici, merci de compléter l'article en donnant les références utiles à sa vérifiabilité et en les liant à la section « Notes et références ».
Pour les articles homonymes, voir Maldamé.
Christian Maldamé, est un apnéiste franco-suisse.
Champion du monde 2008, multi-disciplines, il s'est illustré dans de nombreuses compétitions internationales et par des défis en apnée.

## Biographie
Membre de l'équipe de France AIDA d'apnée en 2006, 2007, 2008, 2009, 2010, 2011
- Médaille de bronze aux Championnats du monde de profondeur 2011 en catégorie 'Poids constant avec palmes' avec -101m
- Champion du monde AIDA par équipe 2008 avec ses coéquipiers Guillaume Néry et Morgan Bourc'his
- Médaille de bronze aux Championnats du monde par équipe 2006 avec ses coéquipiers Guillaume Néry et Morgan Bourc'his

Il est le deuxième apnéiste profond français de tous les temps à avoir franchi la barre des 100m, à la palme, en compétition. Il est le premier apnéiste français à avoir réalisé l'arche (Dahab - Égypte - Blue hole) en apnée à l'aide d'une monopalme
Il a été classé :
- 2e mondial en 2009
- 3e mondial en 2008
- 2e mondial en 2007

Au classement des World's Absolute Freediver Awards (WAFA) qui récompense les apnéistes les plus complets du monde.
En 2012, il décide de prendre sa retraite de compétiteur pour se consacrer plus amplement au coaching des athlètes, à la formation et l'éducation à l'apnée, et à la participation à des tournages et documentaires.
En 2012, il est coach de l'équipe AIDA France aux championnats du monde d'apnée par équipe (Villefranche sur mer - France), avec Cyril Paulet et Frédéric Lemaitre. Les équipes hommes et femmes ont chacune obtenu la médaille d'argent au cours de ces championnats.
En 2019, il est capitaine de l'équipe AIDA France aux championnats du monde de profondeur en apnée (Villefranche sur mer - France), avec Cyril Paulet. Les équipes hommes et femmes ont obtenu 7 médailles sur 18 possibles au cours de ces championnats. Un résultat record inédit pour l'équipe AIDA France, dont un titre de champion du monde (pour Morgan Bourc'his, -91m en Poids constant sans palme).
En 2021, il est capitaine de l'équipe AIDA France aux championnats du monde de profondeur en apnée (Limassol - Chypre). Les équipes hommes et femmes ont obtenu 8 médailles sur 24 possibles au cours de ces championnats. Un résultat exceptionnel pour l'équipe AIDA France, dont plusieurs titres de champion du monde pour Marianna Gillespie et pour Abdelatif Allouache.
En 2022, il est capitaine de l'équipe AIDA France aux championnats du monde de profondeur en apnée  (Roatan - Honduras). Les équipes hommes et femmes ont obtenu 9 médailles sur 24 possibles au cours de ces championnats. Un résultat remarquable pour l'équipe AIDA France, dont 4 titres de champion du monde (1 pour Marianna Gillespie, 3 pour Abdelatif Allouache).
Depuis début 2023, il est manager du Blue Addiction Pro Team, un team professionnel d'apnée qui supporte de jeunes apnéistes français en début de carrière.
Il coache et entraîne des athlètes de haut niveau, dans le domaine de l'apnée et de l'hypoxie plus particulièrement.